# Acanthostichus femoralis
Acanthostichus femoralis är en myrart som beskrevs av Kusnezov 1962. Acanthostichus femoralis ingår i släktet Acanthostichus och familjen myror. Inga underarter finns listade i Catalogue of Life.